# طارق حاج عدلان
طارق حاج عدلان (انگلیسی: Tarek Hadj Adlane؛ زادهٔ ۱۱ دسامبر ۱۹۶۵) بازیکن سابق و مربی فوتبال اهل الجزایر است.
از باشگاه‌هایی که در آن بازی کرده‌است می‌توان به باشگاه فوتبال اتحاد الجزایر و باشگاه فوتبال القبائل اشاره کرد.